# 伊斯梅尔·卡达莱
伊斯梅爾·卡達萊（1936年1月28日—2024年7月1日），阿尔巴尼亚当代诗人、小说家。2005年获布克国际奖。其作品被译成45种以上的文字，出版了637种以上不同版本。他是欧洲最著名的作家之一。他曾被提名诺贝尔文学奖。

## 生平
秋天的夜晚来了，

共产党员们向四处分散；

平原进入梦乡，

躺在山脚下边……

党啊，

哪里能找到你的影子？

在这古老的国土上，

您像耸入云霄的梧桐树，

把根子分扎在暴风雨经过的道路上。

伊斯梅爾·卡達萊1936年出生于阿尔巴尼亚南部山城吉诺卡斯特，先后在地拉那大学和高尔基世界文学学院学习。卡達萊以诗歌出道，18岁出版诗集，在1963年发表长诗《群山为何沉思》后就接到阿尔巴尼亚最高领导人恩维尔·霍查电话，此后长期是执政党阿尔巴尼亚劳动党的桂冠诗人，受霍查庇护，还当过霍查夫人涅奇米叶主管的阿尔巴尼亚文联的主席、人民议会代表、阿尔巴尼亚劳动党中央委员。
在文革期间，他访问中国，见到毛泽东。他把许多中国诗作翻译成阿尔巴尼亚文。
他的许多作品都在讽刺和批判专制社会，其中一些出版之后曾一度遭禁。但是，他一直深受同乡、阿尔巴尼亚最高领导人恩维尔·霍查器重。
1963年，他发表了首部小说《亡军的将领》，迄今已在40余国出版了作品。
卡達萊是历史专业出身，他的作品，也多以古史为依托，借古喻今。《三孔桥》，写一条本来只有摆渡船的河，一些神秘人物私自与地主们达成交易，造起一座桥，河边不明内情的居民们仿佛看见了某种宿命正在发生，河神在暴怒，空中风传着土耳其人进犯的消息；《长城》围绕对峙在长城两侧的一位明朝官员和一个蒙古士兵展开。

## 作品

### 小说
- 《亡军的将领》(Gjenerali i ushtrisë së vdekur, 1963年）
- 《雨鼓》(Kështjella, 1970年)
- 《石头城纪事》(Kronikë në gur, 1971年)
- 《三孔桥》(Ura me tri harqe, 1978年）
- 《耻辱龛》(Kamarja e turpit, 1978年)
- 《谁带回了杜伦迪娜》（Kush e solli Doruntinën?, 1980年）
- 《破碎的四月》(Prilli i thyer, 1980年)
- 《梦幻宫殿》(Pallati i ëndrrave, 1981年)
- 《H档案》(Dosja H. , 1981年)
- 《金字塔》(Piramida, 1992年）
- 《长城》(Muri i madh, 1993年)
- 《阿伽门农的女儿》(Vajza e Agamemnonit, 2003年）
- 《接班人》(Pasardhësi, 2003年）
- 《事故》(Aksidenti, 2004年）
- 《错宴》(Darka e gabuar, 2008年）
- 《娃娃》(Kukulla, 2015年）

### 诗歌
- 《群山为何沉思》(Përse mendohen këto male, 1964年）
- 《山鹰在高高飞翔》（1966年）

## 获奖
- 2005年大不列颠布克國際獎
- 2009年6月24日获西班牙阿斯图里亚斯亲王奖。
- 2015年獲以色列耶路撒冷獎。
- 2016年法国法國榮譽軍團勳章
- 2017年科索沃阿尔巴尼亚文学奖